# 第11機動師団
第11機動師団（だい11きどうしだん、英語: 11th Maneuver Division、朝鮮語: 제11기동사단）は、大韓民国陸軍の師団の1つ。

## 歴史
第11機動師団は、朝鮮戦争中の1950年8月27日に第9連隊（大邱）、第13連隊（鎮海）、第20連隊（三浪津）を基幹に慶尚北道永川市で創設された。創設時、李承晩大統領が「花郎の後裔として南北統一の主役になれ」という意味で下賜し、部隊愛称として制定された。
1950年10月14日から1951年3月30日まで智異山地域で北朝鮮軍敗残兵掃討作戦を展開。1951年2月に居昌事件を起こし、当時の師団長だった崔徳新はこの事件をきっかけに師団長職を解任された。
1951年4月、師団司令部と第9、第20連隊は大邱に、第13連隊は慶山に移動し、第一線出動に備えて部隊整備と教育訓練を実施した。4月16日、江原道襄陽に移動して第1軍団に配属。
1951年4月29日、中共軍の第1次春季攻勢（4月攻勢）により、襄陽-注文津に撤収。
1951年5月7日から17日まで第1軍団の右翼師団となり、雪岳山地区で北朝鮮軍と激戦を展開。
1951年5月19日から22日まで、中共軍の第2次春季攻勢（5月攻勢）により、雪岳山-38度線-江陵に撤収。
1951年5月26日から6月10日まで、江陵-カンソンデ（襄陽）-香爐峰-乾峰山に進撃。
1951年6月11日から乾峰山主抵抗線の前方に対する偵察戦を展開。
1951年8月、884高地戦闘を実施。
1951年9月から11月まで第1軍団の前線調整計画に従い、左隣接部の首都師団第1連隊の陣地を引き継ぎ、継続して乾峰山地域を防衛。
1951年11月16日、首都師団の作戦地域を引き継ぎ、東海岸の27km正面を防衛。
1951年11月18日から24日まで月比山戦闘を実施。
1952年1月、作戦地域は第5師団が引き継ぎ、陸軍本部直轄となって襄陽に移動し、1月25日から3月29日まで部隊整備と教育訓練を実施。
1952年3月31日、陸軍本部直轄から第1軍団に配属変更となり、廣上里に移動し、第1軍団の左翼戦線を担当。
1952年4月15日から7月11日まで、第20連隊が後方の捕虜警備を担当。
1953年6月10日、作戦地域を第21師団が引き継ぎ、第1軍団から第2軍団に配属変更。華川に移動し、6月17日から7月12日まで部隊整備と教育訓練を実施。
1953年7月、金城の戦いに参加。
休戦後は、1967年に蔚珍・三陟武装共匪掃討作戦、1968年に永同、1996年に江陵地区で対間諜作戦を行った。
2000年に車両化歩兵師団、2004年に機械化歩兵師団、2021年に機動師団に改編された。

## 編制
- 師団司令部
- 第9機械化歩兵旅団
  - 第56戦車大隊
  - 第127機械化歩兵大隊
  - 第128機械化歩兵大隊
  - 第9旅団軍需支援大隊
- 第13機械化歩兵旅団
  - 第36戦車大隊
  - 第112機械化歩兵大隊
  - 第129機械化歩兵大隊
  - 第13旅団軍需支援大隊
- 第61機械化歩兵旅団
  - 第12戦車大隊
  - 第108機械化歩兵大隊
  - 第111機械化歩兵大隊
  - 第61旅団軍需支援大隊
- 砲兵旅団
  - 第55砲兵大隊
  - 第78砲兵大隊
  - 第91砲兵大隊
  - 第955砲兵大隊
- 工兵大隊
- 軍需支援大隊
- 情報大隊
- 情報通信大隊
- 装甲捜索隊
- 補給中隊
- 憲兵隊
- 防空大隊
- 義務勤務隊
- 衛生隊

## 師団長
| 代 | 氏名               | 氏名     | 在任期間            | 出身校・期           | 前職                               | 後職                          | 備考 |
| -- | ------------------ | -------- | ------------------- | -------------------- | ---------------------------------- | ----------------------------- | ---- |
| 代 | 漢字/片仮名表記    | 原語表記 | 在任期間            | 出身校・期           | 前職                               | 後職                          | 備考 |
| 1  | 崔徳新             | 최덕신   | 1950.9.25           | 中央軍校10期 警士3期 | 高級副官                           | 予備士官学校長                |      |
| 2  | 呉徳俊             | 오덕준   | 1951.5.28           | 軍英                 | 人事局長                           | 第1訓練所長                   |      |
| 3  | 林富澤             | 임부택   | 1952.8.29           | 警士1期              | 第5師団副師団長                    | 国防部第1局長                 |      |
| 4  | 金炳徽             | 김병휘   | - 1953.7            | 軍英                 | 第1軍団参謀長                      |                               |      |
| 5  | 林富澤             | 임부택   | 1953.7              | 警士1期              |                                    |                               |      |
| 6  | 劉興守             | 유흥수   | 1954.9              | 軍英                 | 監察監                             | 第6管区司令官                 |      |
|    | 崔宇根             | 최우근   | 1963                | 陸士3期              | 第30師団長                         | 第3軍団副軍団長               |      |
|    | 李世圭             | 이세규   | 1968 - 1969         | 陸士7期              | 合参本部秘書室次長                 | 陸本人事参謀部次長            |      |
|    | 金世暾             | 김세돈   | - 1975              | 陸士7期              | 陸軍本部作戦参謀部作戦処長         | 陸軍歩兵学校長                |      |
|    | 金光敦             | 김광돈   | - 1978.1            | 陸士9期              |                                    |                               |      |
|    | 全濟鉉             | 전제현   | 1978.1 - 1980.1     | 総合3期              | 陸軍本部部隊訓練処長               | 砲兵学校校長                  |      |
| 28 | 金炡一             | 김정일   | 2000.5 - 2002.4     | 陸士28期             | 国防部調達本部企画管理課長         | 陸軍教育司令部教義発展部長    |      |
| 29 | 金近泰             | 김근태   | 2002.4 - 2004.5.29  | 陸士30期             |                                    | 陸大総長                      |      |
| 30 | キム・シクォン     | 김시권   | 2004.5.29 - 2006    | 陸士31期             |                                    | 国防部戦力政策官              |      |
| 31 | 朴成奎             | 박성규   | 2006 - 2008.4       | 三士10期             | 国防省勤務支援団長                 | 陸軍教育司令部教育訓練部長    |      |
| 32 | 柳濟昇             | 류제승   | 2008.4 - 2009.10.4  | 陸士35期             | 韓米連合軍司令部企画参謀部次長     | 国防部国防政策室政策企画官    |      |
| 33 | キム・チョルス     | 김철수   | 2009.10.4 - 2011    | 陸士37期             | 3軍火力部長                        | ミサイル司令官                |      |
| 35 | チョ・ヨンジン     | 조영진   | 2013 - 2015         | 陸士40期             | 韓米連合軍司令部 火力処長          | 韓米連合軍司令部副参謀長      |      |
| 36 | 朴柱璟             | 박주경   | 2015 - 2017         | 陸士42期             | 陸軍軍捜司令部軍需計画処長         | 国防部軍需管理官              |      |
| 37 | 金太星             | 김태성   | 2017 - 2019.5       | 陸士44期             | 陸軍本部情報作戦参謀部計画編制次長 | 陸軍教育司令部教育訓練部長    |      |
| 38 | 姜信哲             | 박성규   | 2019.5 - 2020.12    | 陸士46期             | 陸軍大学長                         | 合同参謀本部核・WMD対応本部長 |      |
| 39 | 朴厚成             | 박후성   | 2020.12 - 2022.12.8 | 陸士48期             | 陸士生徒隊長                       | 合同参謀本部核・WMD対応本部長 |      |
| 40 | クォン・ヒョクドン | 권혁동   | 2022.12.8 - 現      | 陸士50期             | 地上作戦司令部火力旅団長           |                               |      |